# Тракийска крепост (село Иванци)
Тракийската крепост се намира на 300 м източно от село Иванци и на 3 км североизточно от град Кърджали.
Високият скалист връх, на който е построена през VII – I век пр.н.е., се нарича Исаков връх. Достъпен е от запад и север, а от южната страна има отвесна скала, от него се открива великолепна гледка. За върха има предание, че е свещено място, че е имало църква и гроб на знатен свещеник.
На няколко пъти при изкопни работи стената и помещенията са разрушавани, а водата от поройните дъждове също е срутила част от крепостта. При разкопките през 1977 година е разчистена стената в продължение на 25 м. Тя има полукръгла форма, издадена в средата към запад. Зидана е от необработени камъни, споени с калов разтвор, дебелината ѝ е около 2 метра.
Както при разкопките, така и по непроучения терен са събрани много парчета от глинени съдове, но не са открити подови замазки. В останките на тракийската крепост е намерена и мраморна плоча с изображение на Зевс.